# بکتاش‌کوی (صندوق‌لی)
بکتاش‌کوی (به ترکی استانبولی: Bektaşköy) یک منطقهٔ مسکونی در ترکیه است که در صندوق‌لی واقع شده‌است.